# サイクラシックス・ハンブルク

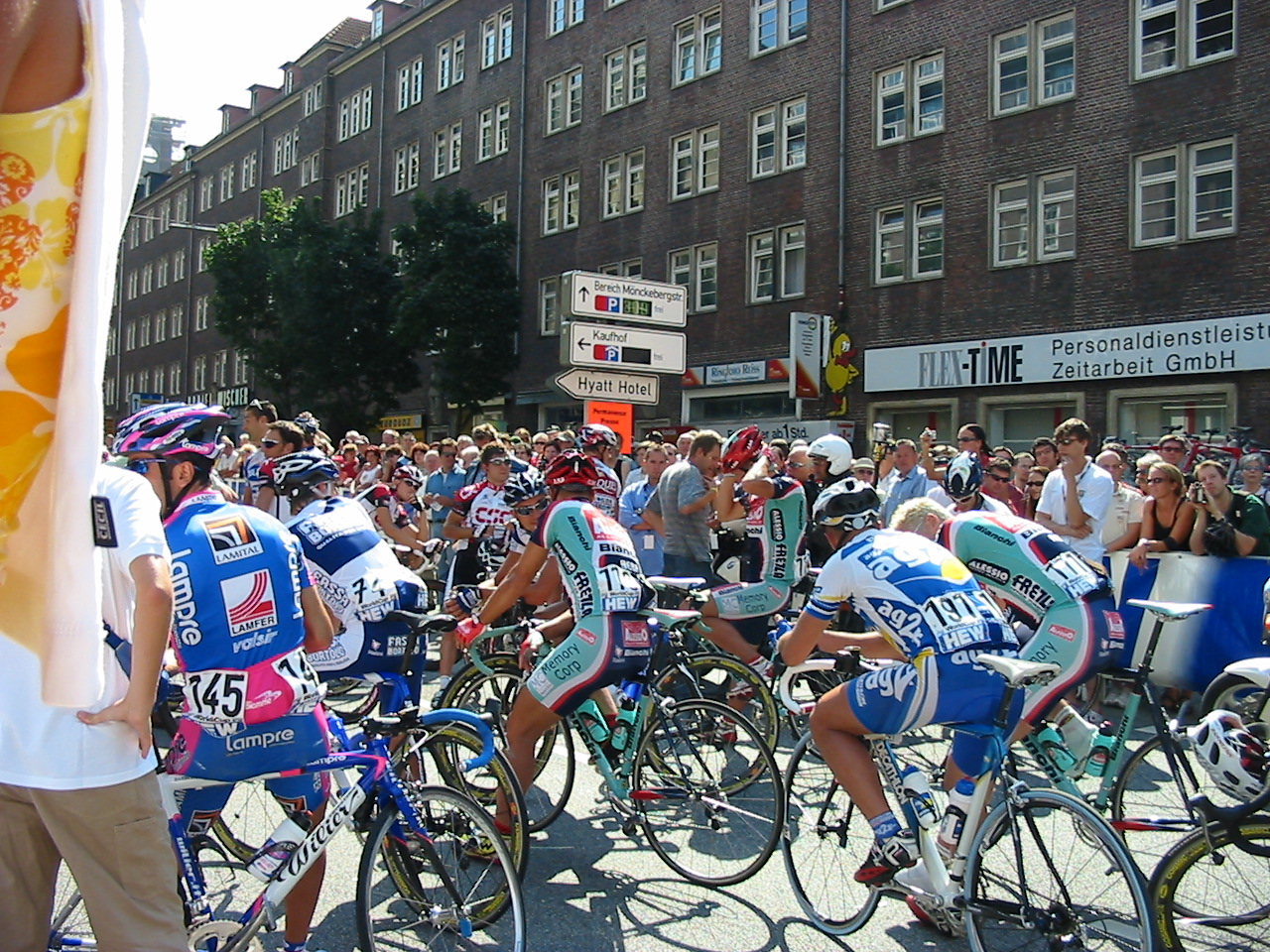
2004年HEWサイクラシックススタート前の光景

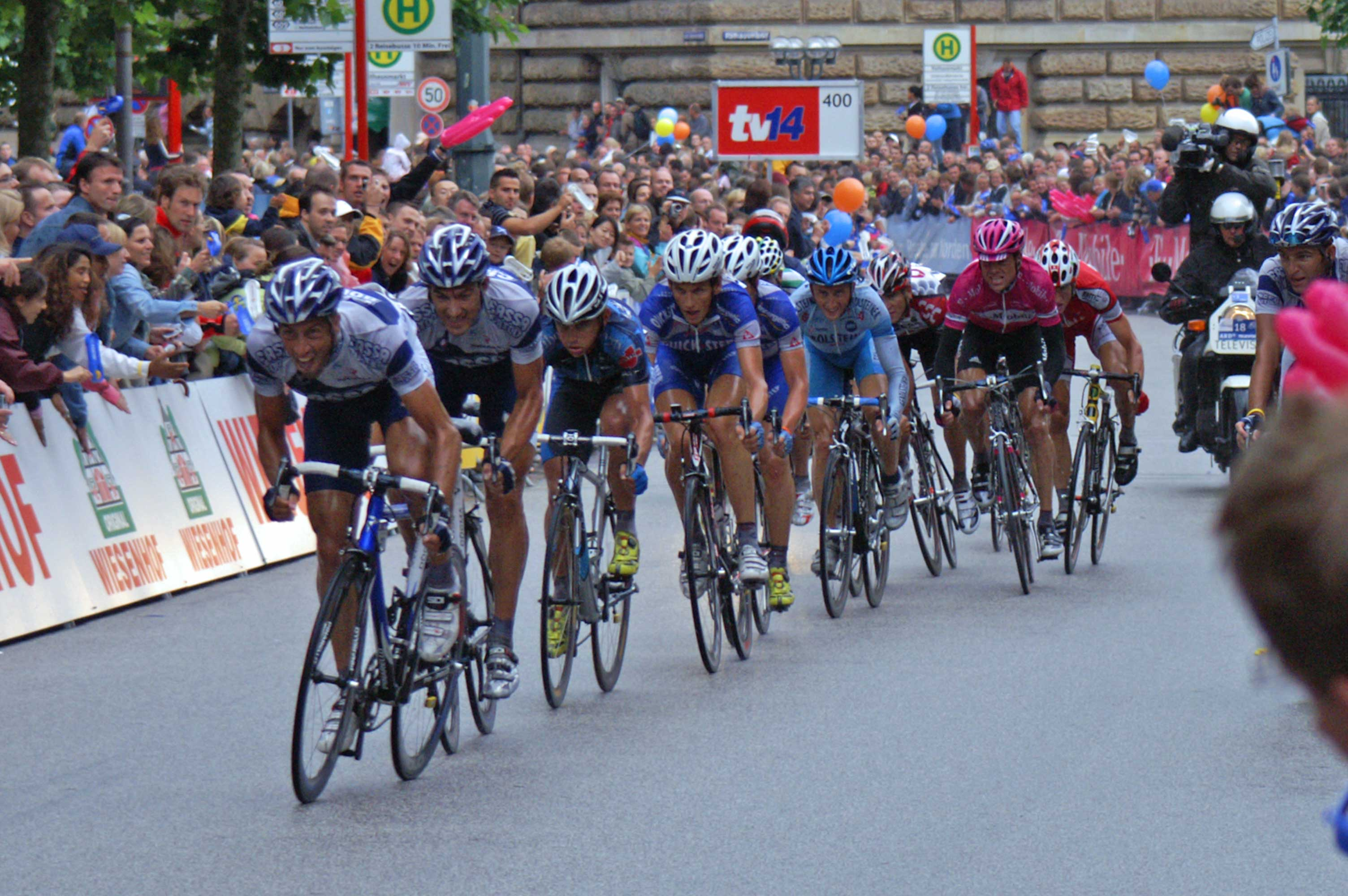
2005年のレースのゴールスプリント

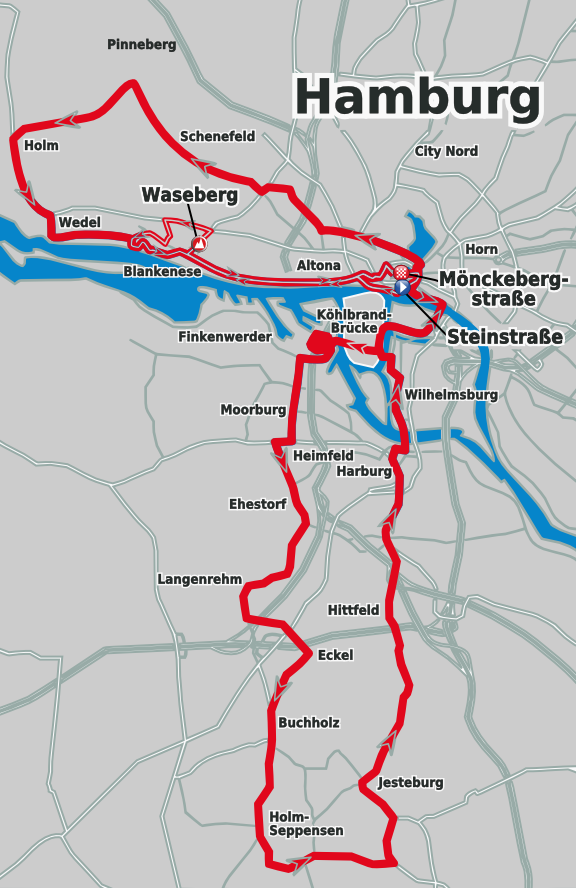
2011年のコースレイアウト

サイクラシックス・ハンブルク (Cyclassics Hamburg) は、UCIワールドツアーに組み込まれる自転車ロードレースの一つ。

## 概要
ドイツのハンブルクを走るワンデイレース。1996年から行われており、旧UCIワールドカップのレースとしては新しいレースになる。
2005年まではHEWサイクラシックス(HEW Cyclassics)と呼ばれていたが、2006年からはヴァッテンフォール・サイクラシックス(Vattenfall Cyclassics)と名称が変わった。これは、レースのメインスポンサーのHEW社（ハンブルク電力会社（Hamburgische Electricitaets-Werke AG）が、スウェーデンの電力会社であるヴァッテンフォール社に買収されたためである。2016年から、ハンブルクに本部をおく眼科病院グループのユーロアイズが新スポンサーとなりユーロアイズ・サイクラシックスとなった。2020年からはリヒテンシュタインの代替医療会社ベーマー・テラピーがスポンサーとなり、ベーマー・サイクラシックスという名称となったが、2020年、2021年とも新型コロナウイルス感染症の世界的流行の影響で開催されず、2022年にようやく再開された。2025年からの名称はADAC・クラシックス。
コース設定は（他のクラシックに比べれば）フラットに近いが、中盤に1回、終盤に3回連続で待ち受けるヴァーゼベルク峠が鬼門。この前にコース幅が狭い下りがあるため、この峠を起点としてアタック合戦が繰り広げられ集団が一気に分裂し、少人数でのスプリントゴールとなる事が多い。そのため峠もスプリントも行けるパンチャー的脚質を持つクラシックハンターが有利ではあるが、ゴール周辺は道幅こそ狭い物のフラットなので、純スプリンターでもチームメイトのアシストを受け峠後に先頭集団に残れれば勝機はある。

## 歴代優勝者
| 年   | 優勝者                                     | 国             |
| ---- | ------------------------------------------ | -------------- |
| 2025 | ローリー・タウンセンド                     | アイルランド   |
| 2024 | オラフ・コーイ                             | オランダ       |
| 2023 | マス・ピーダスン                           | デンマーク     |
| 2022 | マルコ・ハラー                             | オーストリア   |
| 2021 | 新型コロナウイルス感染症の流行により未開催 |                |
| 2020 | 新型コロナウイルス感染症の流行により未開催 |                |
| 2019 | エリア・ヴィヴィアーニ                     | イタリア       |
| 2018 | エリア・ヴィヴィアーニ                     | イタリア       |
| 2017 | エリア・ヴィヴィアーニ                     | イタリア       |
| 2016 | カレブ・ユアン                             | オーストラリア |
| 2015 | アンドレ・グライペル                       | ドイツ         |
| 2014 | アレクサンダー・クリストフ                 | ノルウェー     |
| 2013 | ヨーン・デーゲンコルプ                     | ドイツ         |
| 2012 | アルノー・デマル                           | フランス       |
| 2011 | エドヴァルド・ボアソン・ハーゲン           | ノルウェー     |
| 2010 | タイラー・ファーラー                       | アメリカ合衆国 |
| 2009 | タイラー・ファーラー                       | アメリカ合衆国 |
| 2008 | ロビー・マキュアン                         | オーストラリア |
| 2007 | アレサンドロ・バラン                       | イタリア       |
| 2006 | オスカル・フレイレ                         | スペイン       |
| 2005 | フィリッポ・ポッツァート                   | イタリア       |
| 2004 | スチュアート・オグレディ                   | オーストラリア |
| 2003 | パオロ・ベッティーニ                       | イタリア       |
| 2002 | ヨハン・ムセウ                             | ベルギー       |
| 2001 | エリック・ツァベル                         | ドイツ         |
| 2000 | ガブリエーレ・ミッサーリャ                 | イタリア       |
| 1999 | ミルコ・チェレスティーノ                   | イタリア       |
| 1998 | レオン・ファンボン                         | オランダ       |
| 1997 | ヤン・ウルリッヒ                           | ドイツ         |
| 1996 | ロッサーノ・ブラージ                       | イタリア       |